# Козацька Слобода (Криворізький район)
Коза́цька Слобода́ — село в Україні, у Девладівській сільській громаді Криворізького району Дніпропетровської області.
Колишній центр Першотравенської сільської ради. Селом проходить автошлях Т 0419.

## Загальні відомості
Козацька Слобода — село, розташоване за 4 км від залізничного роз'їзду Потоцьке Придніпровської залізниці. 
Населення — 453 мешканці.

## Географія
Село Козацька Слобода примикає до села Олександрівка, на відстані 0,5 км розташоване колишнє село Червоний Дуб, за 1,5 км — село Любе. Поруч проходить залізниця, станція Потоцьке за 3,5 км.

## Історія
Село Перше Травня засноване з 1923 року, на честь Першотравенського свята були проведені збори і визначились з назвою села. Перший колгосп створено в 1923 році в який ввійшли села Перше Травня, Червоний Дуб, Любе, Вербове. Головою колгоспу був Стариков.
У селі Перше Травня діяла МТС, але при радянській владі там не дотримувались правил з техніки безпеки.  У 1953 році головний інженер МТС Андрусенко та завідувач майстерні Гордієнко  допустили до роботи  некваліфікованого електрика Філя, внаслідок чого той  був убитий електрострумом.  
19 вересня 2024 року Верховна Рада підтримала перейменування села Перше Травня на Козацька Слобода. 26 вересня 2024 року перейменування набуло чинності.

## Населення

### Мова
Розподіл населення за рідною мовою за даними перепису 2001 року:
| Мова            | Відсоток |
| --------------- | -------- |
| українська      | 96,1 %   |
| російська       | 3,3 %    |
| інші/не вказали | 0,6 %    |

## Економіка
В селі економіка розвинута слабо. Молодь вимушена їздити на роботу в місто або районний центр. Одне з постійних робочих місць — школа.

## Соціальна сфера
У селі — школа І-ІІІ ступенів, ДНЗ «Колосочок», ФАП, бібліотека, клуб, є відділення районного об'єднання «Сільгосптехніка». У селі немає газогону, вода привізна.